# Lucídio Vimaranes
Lucídio Vimaranes, död 922, var regerande greve av Portugal mellan 873 och 920. 
Han efterträdde sin far som andra greve av Portugal och regerade som vasall under Leon/Asturien. 